# Fors-Rommele församling

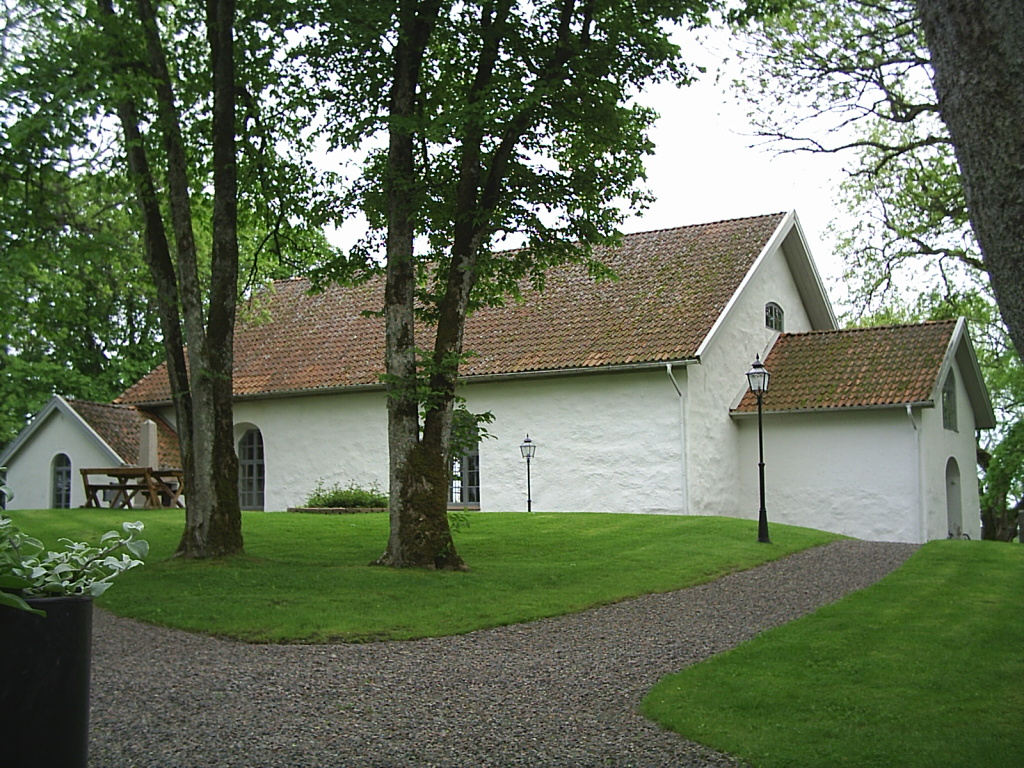
Rommele kyrka

Fors-Rommele församling var en församling i Väne kontrakt i Skara stift. Församlingen låg i Trollhättans kommun i Västra Götalands län och ingick i Rommele pastorat. 1 januari 2023 uppgick församlingen i Rommele församling.

## Administrativ historik
Församlingen bildades 2008 genom sammanslagning av Fors församling och Rommele församling och överfördes 2010 från Göteborgs stift till Skara stift.
Församlingen var sedan bildandet i ett pastorat med Upphärads församling sedan 2010 benämnt Rommele pastorat.
1 januari 2023 uppgick församlingen i Rommele församling.

## Kyrkobyggnader
- Fors kyrka
- Rommele kyrka

### Fotnoter
1. ↑  Stift, kontrakt och pastorat i nummerordning med ingående församlingar 2020-01-01, SCB, läs online.[källa från Wikidata]
2. 1 2  Medlemmar i Svenska kyrkan i förhållande till folkmängd den 31.12.2019 per församling, kommun och län samt riket, Svenska kyrkan, läs online.[källa från Wikidata]
3. 1 2  ”Församlingar”. Statistiska centralbyrån. https://www.scb.se/hitta-statistik/regional-statistik-och-kartor/regionala-indelningar/forsamlingar/. Läst 30 december 2022.